# René Wohlhauser

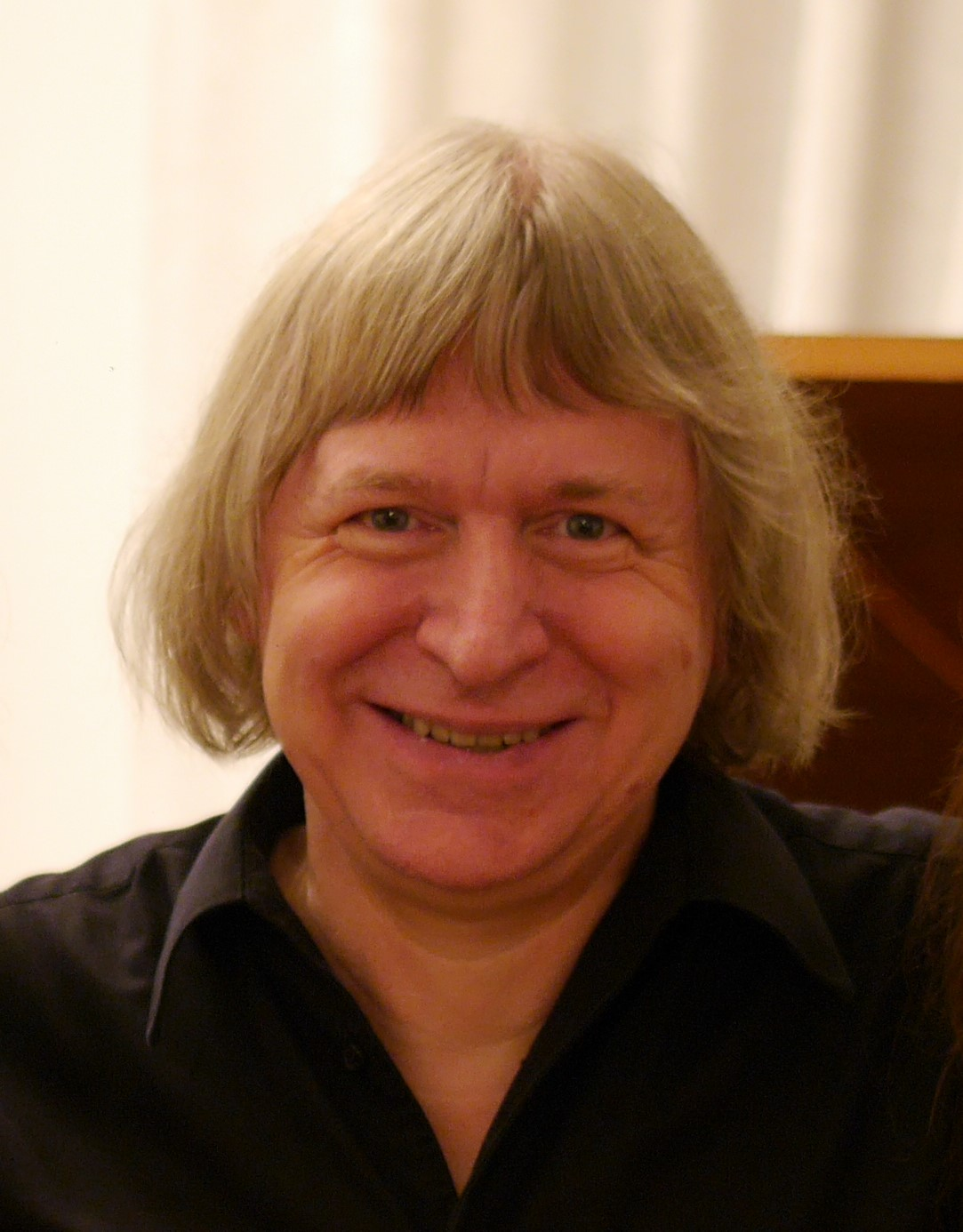
René Wohlhauser (2017)

René Wohlhauser (* 24. März 1954 in Zürich) ist ein Schweizer Komponist, Pianist, Sänger, Improvisator, Dirigent und Musikpädagoge.

## Leben
Wohlhauser studiert von 1975 bis 1979 an der Musikakademie Basel Kontrapunkt, Harmonielehre, Analyse, Partiturspiel, Instrumentation und Komposition bei Thomas Kessler, Robert Suter, Jacques Wildberger und Jürg Wyttenbach und erwirbt das Lehrdiplom als Musiktheorielehrer. Es folgen Kompositionskurse bei Kazimierz Serocki, Mauricio Kagel, Herbert Brün und Heinz Holliger sowie mehrjährige Kompositionsstudien bei Klaus Huber und Brian Ferneyhough. Die Begegnung mit letzterem wird für Wohlhauser besonders prägend.
Wohlhauser unterrichtet Komposition, Improvisation und Musiktheorie an der Musikakademie Basel. Als Interpret Neuer Musik tritt er in ganz Europa auf, in jüngerer Zeit vor allem mit seinem «Ensemble Polysono», sowie im Duo mit der Sopranistin Christine Simolka. Wohlhauser publizierte ausserdem zahlreiche musikbezogene Texte.

## Werk
Wohlhausers umfangreiches Werk zeichnet sich durch eine grosse Vielfalt an Gattungen und Besetzungen aus. Es umfasst Solo-, Kammer- und Orchestermusik, Orgel- sowie Bühnenwerke. In seinen frühen Kompositionen zeigt Wohlhauser ausserdem Interesse an elektroakustischen Verfahren. Oft wird in seinen Kompositionen ein aussermusikalischer Impuls zum Ausgangspunkt der kompositorischen Arbeit. So lassen sich besonders philosophische, linguistische oder naturwissenschaftliche Bezüge ausmachen. In seinen Werken zeigt Wohlhauser sich als unermüdlich und unvoreingenommen suchender, bestehende Ordnungen hinterfragender Komponist, der ausgetretene Pfade meidet. Die konsequente Umsetzung seiner kompositorischen Ansätze äussert sich oft in einer dichten und komplexen, Ausführende und Hörer gleichermassen herausfordernden Tonsprache.

## Werkverzeichnis
- Lemuria für 2 Flöten und Zuspielband (1977)
- Nesut für Klavier solo (1977)
- cemaltorz für Sopran (auch Mezzosopran) und Klavier (1977)
- Souvenirs de l’Occitanie für Klarinette solo (1978)
- Modulaltica für Altblockflöte und Synthesizer (1978). Weitere Fassung: Modulaltica-Variationen für Altblockflöte solo (1978)
- Fragmente für Orchester (1979)
- flautando für 2 Flöten (1980/81, rev. 1987)
- Musica Assoluta e Determinata für Stimme und Kammerensemble (1981)
- Largo elettrificato für Stimme und Kammerensemble mit elektronischer Klangverfremdung (1981)
- Klavierquartett für Streichtrio (Violine, Viola, Violoncello) und Klavier (1979/83–84, rev. 1987)
- Schlagzeugtrio (1984/85). Weitere Fassungen Sarktirko (2008) für Schlagzeug solo
- CI-IC für Flöte und Viola (1985)
- Duometrie für Flöte und Baßklarinette (1985/86)
- Orgelstück (1986)
- Drei Stücke für Klavier (1986/87)
- Klarinettentrio «Metamusik» für 3 B-Klarinetten (1986/87)
- Adagio assai für Streichquartett (1982/83/85/87/88)
- Atemlinie für Horn solo (und Tamtam, gleicher Spieler) (1988)
- Lumière(s) für Orgel (1989)
- in statu mutandi für Orchester (1991–93)
- vocis imago für Flöte, Klarinette, Schlagzeug, Klavier, Violine und Violoncello (1993–95). Weitere Fassungen: 62 Variantversionen vom Solo bis zum Quintett.
- Gedankenflucht für Violoncello und Klavier (1995)
- Quantenströmung für Flöte, Viola und Harfe (Harfentrio) (1996)
- Quantenströmung – Fassung für Flöte, Cello und Klavier (1996/97)
- Entropía per violoncello solo (1997/98)
- carpe diem in beschleunigter Zeit für Streichquartett (1998/99)
- Die Auflösung der Zeit in Raum für Saxophon, Schlagzeug und Klavier (2000/01). Weitere Fassung: Saró (2008) für Saxophon solo
- Meditation über die Zeit für die linke Hand am Klavier (2001)
- Klänge in der Zeit für Klavier (2000)
- Manía für Klavier (2001/02)
- Musik für Flöte solo (2002)
- Gantenbein, Musiktheater für 4 Solisten und Orchester (2002–2004), Text nach Max Frisch
- Rachearie aus der Oper Gantenbein, bearbeitet für Sopran und Klavier (2004)
- Sulawedische Lieder, Gesänge und Vokalstücke, Zyklus auf eigene lautpoetische Texte für Sopran (auch Mezzosopran), Bariton, 1–2 Musiksprechstimmen und erweitertes Klavier (2–5 Spieler) (2005/06/08)
- Drei andere Stücke für Klavier (2005/06) Ergon 32
- mira schinak, Trio für Sopran, Flöte und Klavier auf einen eigenen lautpoetischen Text (2006)
- mikka resna für Tenor und Gitarre auf einen eigenen lautpoetischen Text (2006)
- Studie über Zustände und Zeitprozesse für Flöte und Klavier (2007)
- ‘Srang für Sopran, Flöte, Klarinette und Violoncello auf einen eigenen lautpoetischen Text (2007)
- Streichtrio (2007)
- Sarktirko (2008) für Schlagzeug solo
- Saró (2008) für Saxophon solo
- Ly-Gue-Tin, eine augenzwinkernd-klingende, halbszenische Werkmonographie für Stimme(n) und Klavierklänge auf eigene lautpoetische Texte (1988)
- Sokrak für Sopran, Flöte, Klarinette, Violoncello und Klavier auf einen eigenen lautpoetischen Text (2008)
- Iguur – Blay –Luup, Triptychon für Sopran solo, Sopran-Bariton-Duo und Sopran mit kleinem Ensemble auf eigene lautpoetische Texte (2009), diverse Nebenfassungen
- Masona für 16-stimmigen gemischten Chor auf eigene lautpoetische Texte (2009/10)

## Auszeichnungen
- 1978 Kompositionspreis Valentino Bucchi, Rom
- 1981 Kompositionspreis des Verbandes Deutscher Musikschulen, Bonn
- 1983 Kompositionspreis der Vereinigung der Jugendmusikschulen des Kantons Zürich
- 1984 Kompositionspreis von Stadt und Kanton Freiburg
- 1987 Kompositionspreis des Domkapitels Salzburg
- 1988 Kranichsteiner Stipendienpreis der Internationalen Ferienkurse für Neue Musik Darmstadt
- 1990 Kompositionspreis der Ostschweizer Stiftung für Musik und Theater, St. Gallen
- 1991 Kulturförderpreis des Kantons Luzern
- 1992 Anerkennungspreis der Schweizer Gesellschaft für musikpädagogische Forschung, Zürich
- 1996 Auswahlpreis «Selection» von Swiss Radio International

## Diskographie
- René Wohlhauser «in statu mutandi» (Creative Works Records CW 1026, © 1996)
- René Wohlhauser, Komponistenporträt (Grammont Portrait CTS-M 117, © 2009)
- Das Ensemble Polysono spielt Kompositionen von René Wohlhauser und Ursula Seiler Kombaratov, Vol. 1 (Polysono Records 2008-1, © 2008)
- Das Ensemble Polysono spielt Kompositionen von René Wohlhauser und Ursula Seiler Kombaratov, Vol. 2 (Polysono Records 2009-1, © 2009)